# Fishia
Fishia é um gênero de traça pertencente à família Arctiidae.